# 2012년 하계 올림픽 육상 남자 멀리뛰기
제30회 하계 올림픽 육상 남자 멀리뛰기 경기는 2012년 8월 3일 영국 런던 올림픽 경기장에서 열렸다.